# Blaž Kemperle
Blaž Kemperle, slovenski saksofonist, * 14. maj 1987, Kranj.

## Življenjepis
Z desetimi leti je začel igrati saksofon v Glasbeni šoli Tržič pri profesorju Franciju Podlipniku. V šestem razredu osnovne šole pa je uspešno opravil sprejemni izpit na Srednji glasbeni in baletni šoli v Ljubljani. Tako je kot sedmošolec hodil tudi v prvi letnik SGBŠ v Ljubljani. V prvih treh letnikih je bil njegov mentor profesor Dejan Prešiček. Letos je bil dijak prvega letnika Akademije za glasbo v Ljubljani v razredu profesor Matjaža Drevenška. Sedaj pa šolanje nadaljuje na Visoki šoli za glasbo v Kölnu (Nemčija) v razredu profesorja Daniela Gauthierja.

## Nagrade in drugi dosežki
- 2001 - 1. nagrada na Državnem tekmovanju mladih glasbenikov
- 2001 - 1. nagrada na Mednarodnem tekmovanju saksofonistov v Krškem
- 2002 - 1. nagrada na Evropskem tekmovanju mladih saksofonistov v Gapu (Francija)
- 2003 - 2. nagrada na Državnem tekmovanju mladih glasbenikov s komorno skupino
- 2003 - snemanje za CD ki je bil izdan za 50. obletnico SGBŠ Ljubljana
- 2003 - 1. nagrada na Mednarodnem tekmovanju komornih skupin v Arenzanu (Italija)
- 2004 - kot solist  s Simfoničnim orkestrom SGBŠ izvedel noviteto profesorja Tomaža Habeta
- 2004 - 3.nagrada na Evropskem tekmovanju mladih saksofonistov v Gapu (Francija)
- 2005 - kot solist s Simfoničnim orkestrom SGBŠ sem krstno izvedel Koncert za dva saksofona Črta Sojarja Voglarja v veliki dvorani Slovenske filharmonije
- Snemanje za RTV Slovenija in ORF
- Kot gost sodeluje s Simfoničnim orkestrom RTV Slovenije
- Je član Tzigane Saxophone Quartet-a
- Sodeloval je pri praizvedbi Emigrantov Vinka Globokarja